# Sylvie Le Bon de Beauvoir
Sylvie Le Bon de Beauvoir (Rennes, 17 de gener de 1941) és una professora i editora francesa. És filla adoptiva de Simone de Beauvoir i la seva coneixença es relata al llibre Tout compte fait que Beauvoir li va dedicar.

## Biografia
A la dècada del 1960, Sylvie Le Bon va estudiar a l'École Normale Supérieure de Sèvres. Un cop llicenciada en Filosofia i apassionada pels llibres de Beauvoir, va decidir escriure-li per a conèixer-la, fins a esdevenir amiga de l'escriptora de seixanta anys. Juntes van viatjar i compartir la seva concepció de la filosofia i el feminisme.
Quan Jean-Paul Sartre va morir l'any 1980, Simone de Beauvoir era una dona cansada i malalta de la qual Sylvie Le Bon en va tenir cura. Per a no dependre de la seva germana, Hélène de Beauvoir, Simone va decidir adoptar Sylvie Le Bon i al mateix temps confiar-li els drets de la seva obra literària.
Des de la mort de Simone de Beauvoir el 1986, Sylvie Le Bon de Beauvoir ha publicat diversos escrits de l'escriptora, en particular Journal de guerre septembre-janvier 1941 i la correspondència amb Jean-Paul Sartre, Jacques-Laurent Bost i Nelson Algren. També és la presidenta d'honor del Premi Simone de Beauvoir al costat de Julia Kristeva i l'autora de l'àlbum Pléiade 2018 dedicat a Simone de Beauvoir.